# Лозаннський мирний договір (1912)
Лозаннський мирний договір 1912 року, також договір в Уші, — договір між Італією та Османською імперією (Туреччиною), що завершив італійсько-турецьку війну 1911—1912 років. Було підписано 18 жовтня. За цим договором Італія отримувала фактичний контроль над Триполітанією та Киренаїкою за збереження формальної влади Османської імперії.

## Передісторія
Триполітанське питання протягом кількох десятиліть було об'єктом дипломатичних торгів між великими державами. В останній чверті XIX століття та на початку XX століття Італія досягла того, що ті погодилися з її претензіями на Триполітанію та Киренаїку. Однак Італія відтягувала початок війни проти Туреччини через невпевненість у своїх можливостях .
Тільки в 1911 році, коли вибухнула агадирська криза, яка вдруге протиставила Францію Німеччині з Марокканського питання, італійський уряд вирішив, що настав час для захоплення Лівії. 28 вересня 1911 року Італія висунула Османській імперії ультиматум, вимагаючи надати згоду на окупацію Триполітанії італійськими військами на тій підставі, що «Триполітанія перебуває в стані безладу та занедбаності», які Італія не може зносити «внаслідок незначності відстані Італії, що відокремлює цю територію від узбережжя Італії». Термін ультиматуму спливав через добу. До закінчення цього терміну османська влада відповіла миролюбною нотою, в якій висловила прагнення вирішити конфлікт дипломатичним шляхом. Проте 29 вересня Італія оголосила війну Османській імперії. Туреччина заявила протест великим державам, але ті рекомендували їй прийняти вимоги Італії. Італійський уряд, ще не завершивши військових дій, опублікував 5 листопада декрет про анексію Триполітанії та Киренаїки. Османський протест, адресований державам із цього приводу, залишився без відповіді. Туреччина не отримала підтримки ні від Антанти, ні від австро-німецького блоку .

## Переговори
Через кілька тижнів після ультиматуму 28 вересня 1911 року і початку італо-турецької війни, міністр закордонних справ Італії Антоніно Сан-Джуліано ініціював переговори за німецького посередництва, за результатами яких Італія встановлювала політико-економічний протекторат над Лівією за збереження формальної влади Османської. Проти цього виступав глава італійського уряду Джованні Джолітті, який вимагав повного контролю Італії над Лівією, щоб мати можливість встановити там будь-яку форму правління, яку захотіла б Італія . Сан-Джуліано додатково зіткнувся і з зовнішньополітичними труднощами: Німеччина більше не гарантувала посередництво в італо-турецьких переговорах , Австро-Угорщина змусила Італію відмовитися від захоплень турецьких територій на узбережжі Адріатики та Іонічного моря , у Франції почалися протести, які після виступу президента Раймона Пуанкаре в законодавчій палаті 22 січня 1912 року привели до дипломатичної кризи з Італією .
Тоді ж Сан-Джуліано ініціював довгі переговори з Австро-Угорщиною з приводу окупації островів, що належали Туреччині, на Егейському морі, які Італія бажала використовувати як бази для протидії перевезенням Туреччиною підкріплень і постачанням турецької зброї в лівійські порти. Міністр закордонних справ Австро-Угорщини Алоїз фон Еренталь заперечував проти окупації, посилаючись на сьому статтю договору про укладення Троїстого союзу, згідно з якою Італія та Австро-Угорщина зобов'язувалися при захопленні територій на Балканах або  на Егейських островах домовитися з іншою стороною про територіальні винагороди. Скориставшись тим, що паралельно йшли переговори про продовження діяльності Троїстого союзу, Сан-Джуліано заявив, що якщо Німеччина не натисне на Австро-Угорщину в цьому питанні, Італія може вийти з союзу .
Тим часом, у лютому 1912 року Еренталь пішов у відставку, і його на посаді міністра закордонних справ Австро-Угорщини змінив більш податливий Леопольд фон Берхтольд, який під впливом Німеччини 6 квітня 1912 року продемонстрував поступливість до Італії, а 26 квітня морський флот Італії розпочав захоплення Додеканеса .
12 липня 1912 року в Лозанні почалися переговори між Італією та Туреччиною, але незабаром вони були зірвані через розбіжність позицій сторін. У серпні 1912 року вони відновилися на фоні загострення ситуації на Балканському півострові.
Восени вибухнула Перша Балканська війна. Побоюючись, що країна не витримає війни на два фронти, уряд Османської імперії погодився на капітуляцію на умовах Риму . Італія ж, яка сподівалася стати арбітром на Лондонській конференції, прагнула якомога швидше завершити війну .

## Укладання договору та умови
Мирні переговори завершилися 15 жовтня 1912 року підписанням у Лозанні секретного прелімінарного договору, виходячи з якого султан опублікував фірман до населення Триполітанії та Киренаїки, де оголошував, що надає йому повну автономію (при цьому султан зберігав релігійне верховенство над цими територіями) .
18 жовтня було укладено мирний договір між Італією та Османською імперією. Від італійської сторони його підписали державний радник та депутат парламенту Гвідо Фузінато, депутат парламенту П'єтро Бертоліні та Джузеппе Вольпі; від турецької — надзвичайні посланці Мехмед Набі-бей та Румбейоглу Фахреддін-бей.
Лозаннський мирний договір, підписаний на основі прелімінарного мирного договору, встановлював припинення військових дій між сторонами та зобов'язання Туреччини вивести свою армію з Триполітанії та Киренаїки (стаття 1). Під тиском великих держав Італія своєю чергою зобов'язувалася евакуювати окупований нею 1912 року архіпелаг Додеканес негайно після виведення турецької армії з Лівії (стаття 2). У статті 8 Італія висловлювала готовність надати Османській імперії підтримку щодо скасування режиму капітуляцій . Також Італія зобов'язувалася виплатити Туреччині грошову суму, приблизно рівну тій частині турецького державного боргу, яка мала бути погашена за рахунок Триполітанії та Киренаїки  (стаття 10).
Лозаннський мирний договір і прелімінарний мирний договір де-юре встановлювали кондомініум Італії та Туреччини над Триполітанією та Киренаїкою. Де-факто ці території були перетворені на італійську колонію, незабаром перейменовану в Лівію .

## Наслідки
Лозаннський договір сприяв розпаду Троїстого союзу, оскільки після задоволення інтересів у Північній Африці Італія стала активно змагатися з Австро-Угорщиною на Балканах (насамперед, в Албанії) .
У перші роки після укладання Лозаннського договору ці території номінально залишалися під османською юрисдикцією. Наприклад, 5 травня 1915 року (ще до того, як Італія оголосила війну Туреччині після вступу до Першої світової війни) султан призначив главу ордена сануситів командувачем мусульманськими силами в Лівії в ранзі візира .
Лозаннський мирний договір зберігав правову силу аж до підписання Лозаннського договору 1923 року, за яким Туреччина остаточно відмовлялася від Лівії .
Після завоювання Лівії Італією там почалася арабська партизанська війна , яка була жорстко придушена тільки до середини 1930-х років.
Італія, яка хоч і зобов'язалася вивести свої війська з Додеканеса після завершення евакуації турецьких військ з Лівії, все ж таки продовжувала окупацію островів аж до Другої світової війни .